# Behringen (Bispingen)
Behringen (niederdeutsch/plattdüütsch Berdn) ist ein Ortsteil der Einheitsgemeinde Bispingen im Landkreis Heidekreis in Niedersachsen.
Der Ort liegt direkt am Naturschutzgebiet Lüneburger Heide und nordwestlich des Kernortes Bispingen an der Landesstraße 211. Unweit östlich verläuft die A 7. Durch den Ort fließt die Brunau, ein linker Nebenfluss der Luhe. Im Ort liegt der Brunausee, ein etwa sieben ha großer Baggersee, der mit seiner Umgebung für die gesamte Region ein beliebtes Naherholungsgebiet ist.

## Etymologie
In alten Dokumenten und Karten heißt das Dorf Berndinge, Bernynghe oder Bern. Die Endung „ingen“ deutet auf langobardischen Ursprung hin und ist häufig in diesem Teil Niedersachsens, dem alten Bardengau, zu finden. Die Vorsilbe „Behr“ geht eventuell auf das niedersächsische Adelsgeschlecht Behr zurück.

## Geschichte
Die erste Nennung Behringens datiert aus dem Jahre 1193, als das Dorf als Teil des Kirchspiels Bispingen an den Bischof Luder von Borch verkauft wurde.
Im Jahre 1450 gehörte Behringen noch zur Vogtei Amelinghausen. Das Dorf wurde im Jahr 1759 von plündernden Soldaten in Brand gesetzt. Zu dieser Zeit hatte Behringen sieben Höfe und vier Häuslingshäuser.

### 5× Behringen International
Seit 1969 ist Behringen Teil der Vereinigung „5 x Behringen International“, welche ein Verein zur Pflege der Freundschaft der fünf Gemeinden mit dem Namen Beringen, Behringen und Beringe ist. Anfang der 90er Jahre erweiterte sich die Gemeinschaft auf sieben Beringen. Die beiden Behringen aus Thüringen wurden in diese Vereinigung aufgenommen. Somit kann der Name der Vereinigung „5 x Beringen International“ heute so interpretiert werden: „Fünf Länder - Sieben Ortschaften - Eine Vereinigung“. Heute treffen sich die Be(h)ringen jährlich einmal zum sogenannten „Top-Treffen“ und alle 3 Jahre zum großen Treffen, bei dem verschiedene Spiele ausgetragen werden. 2014 wurde in Bispingen ein Partnerschaftsvertrag zwischen den Gemeinden unterschrieben. Neben Behringen (Bispingen) sind die anderen Orte im Bund:
- Behringen (Hörselberg-Hainich)

- Behringen (Stadtilm)

- Beringen SH

- Beringe (Limburg)

- Beringen (Mersch)

- Beringen (Belgien)[4]

## Kultur und Sehenswürdigkeiten
Siehe auch : Liste der Bodendenkmale in Bispingen#Behringen

### Hügelgräberheide

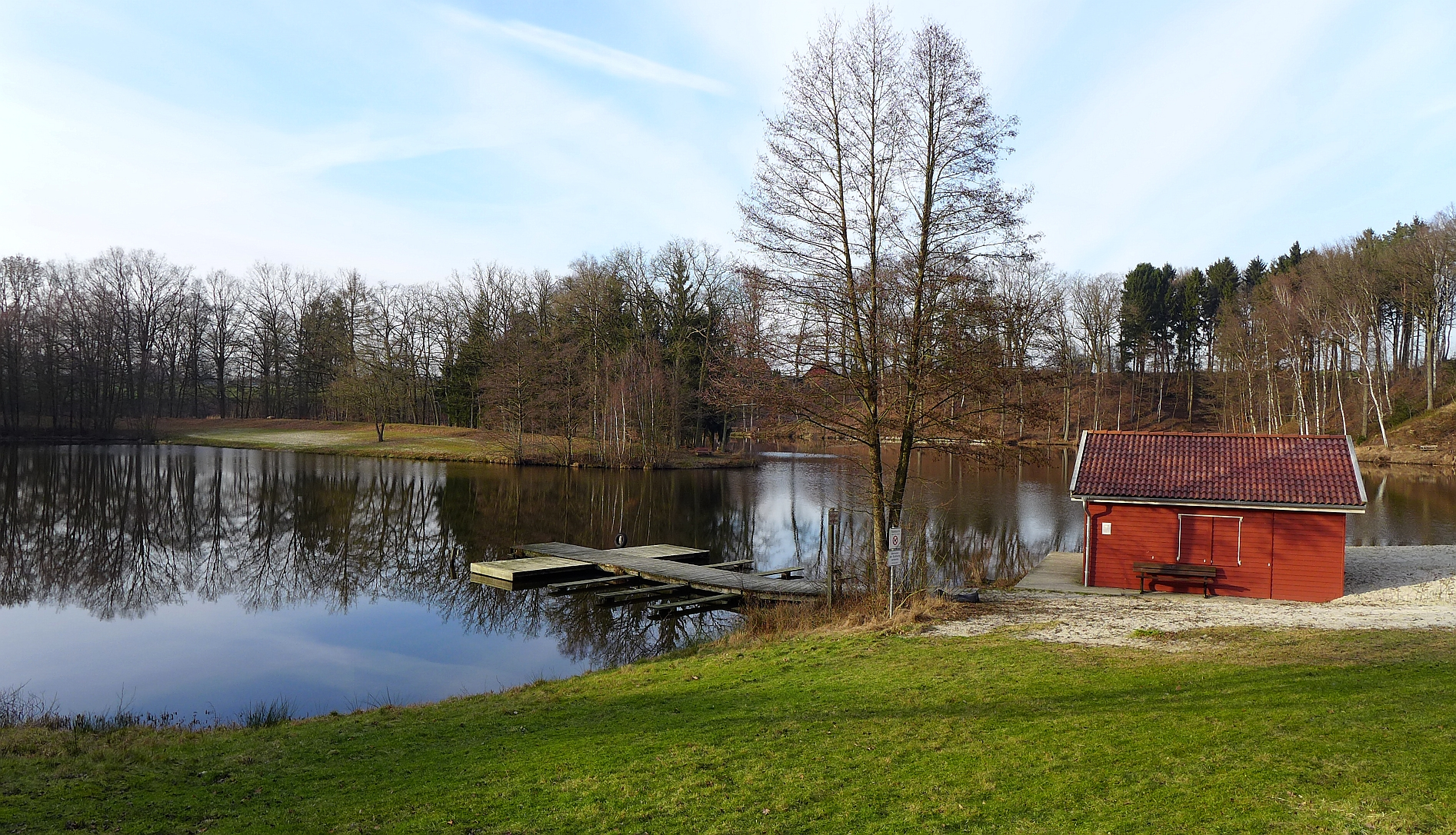
Der Brunausee in Behringen

Am nördlichen Ortsrand von Behringen liegt die Behringer Hügelgräberheide mit 27 größeren und kleineren Hügelgräbern aus der Jungsteinzeit (ab ca. 2000 v. Chr.) über die Bronzezeit und bis hin zur Eisenzeit. Im Jahre 2015 veranlasste der Verein Naturschutzpark die Abholzung der Fläche, um dort einen rollstuhlgerechten Rundgang anzubieten, welcher von zahlreichen Informationstafeln zu den Hügelgräbern begleitet ist. Ab 2016 blühte dort bereits die namensgebende Heide, welche sich selbst aus alten Samen entwickelte.

### Behringer Heide
Von 1963 bis 1994 war die Fläche der heutigen „Behringer Heide“ ein Teil des Manövergebiets, welches nach dem Zweiten Weltkrieg im Rahmen des Soltau-Lüneburg-Abkommen englischen Soldaten als militärisches Übungsgelände zur Verfügung gestellt wurde. Heute ist die Behringer Heide eine Sehenswürdigkeit in Behringen mit verschiedenen Wander- und Radwegen. Das Gebiet wurde, mithilfe von vielen Maschinen und der Unterstützung vieler Einwohner, aufwendig restauriert, sodass sich heute über die gesamte Fläche Heide erstreckt.

### Baudenkmale
In der Liste der Baudenkmale in Bispingen sind für Behringen zwei Baudenkmale aufgeführt:
- der Hof „Im Grimm“ (Haverbecker Straße 12)
- ein Schafstall (an der Landesstraße 211)

### Dorfleben
Trotz der geringen Größe gibt es in Behringen zahlreiche Vereine mit dem, seit 1908 existierenden, Schützenverein Behringen, dem Verkehrsverein Behringen, dem TTC Behringen, 5× Behringen International, Trecker-Treck Behringen, dem Sportangler-Verein Bispingen und der 1925 gegründeten freiwilligen Feuerwehr, sowie der dazugehörigen Kinder- und Jugendfeuerwehr. Außerdem gibt es viele Veranstaltungen wie das jährliche Behringer Trecker-Treck, das Seefest am Brunausee, ein Osterfeuer, einen Jägerabend und ein Schützenfest.

## Politik
Ortsvorsteher von Behringen ist seit 2016 Jürgen Wappler.

## Persönlichkeiten
- Heinrich Groffmann (1920–2001), SS-Unterscharführer und Blockführer im KZ Majdanek